# Мур, Джеффри Реджинальд Гилкрист
Джеффри Реджинальд Гилкрист Мур (англ. Geoffrey Reginald Gilchrist Mure, 8 апреля 1893 — 24 мая 1979) был британским философом-идеалистом и оксфордским академиком, специализирующимся на трудах немецкого философа Гегеля.

## Биография
Мур родился 8 апреля 1893 года в семье Реджинальда Джеймса Мура и Анны Шарлотты Нив. Он получил образование в Иттонском колледже и Мертон-колледже в Оксфорде, где изучал философию под руководством Гарольда Иоахима. С началом Первой мировой войны он поступил на службу в Королевскую конную артиллерию. Он служил во Франции и Бельгии в 1915—1918 годах, и был награжден Военным крестом, а затем покинул армию в 1919 году и в том же году получил степень магистра в Оксфорде. В 1922 году Мур был назначен научным сотрудником и преподавателем Мертон-колледжа. С 1929 по 1937 год Мур преподавал философию в Оксфордском университете.
Во время Второй мировой войны он служил в 21 Группе Армий и в Главном командовании союзных сил. Его военная работа была в основном сосредоточена на пропаганде.
Мур женился на Кэтлин Мэри Сетон в 1927 году (брак распался в 1963 году), а в 1964 году на Джозефине Браун.
Джеффри Реджинальд Гилкрист Мур умер 24 мая 1979 года.

## Работы
Джеффри Реджинальд Гилкрист Мур написал ряд книг и статей, в том числе:
Академические книги
- Posterior Analytics, перевод Аристотеля, под редакцией У. Д. Росса (1925).
- Аристотель (1932)
- Введение в Гегеля (1940)
- Исследование логики Гегеля (1950)
- Отступление от истины (1958)
- Некоторые элементы логики Гегеля: лекция Дауэса Хикса по философии (1959)
- Философия Гегеля (1965)
- Экономическое и моральное в философии Бенедетто Кроче, чтение : Университет Рединга, 1966 г.
- Идеалистический эпилог (1978)[7]

Академические статьи и введения
- «Женитьба универсалий (I)», Журнал философских исследований [позднее Философия], 3 : 11 июля 1928 г., 313-23
- «Женитьба универсалий (II)», Журнал философских исследований [позднее Философия], 3 : 12, октябрь 1928, 443-56
- «Перемена», Философия, 9 : 35, июль 1934 г., 293—301
- «Изменение (II)», Философия, 9 : 36, октябрь 1934 г., 450-60
- «Оксфорд и философия», Философия, 12 : 47, июль 1937 г., 291—301
- «Органическое государство», Философия, 24 : 90, июль 1949 г., 205-18
- «Бенедетто Кроче и Оксфорд», Philosophical Quarterly, 4 : 17, октябрь 1954 г., 327—331
- «Ф. Х. Брэдли», Encounter, 88, январь 1961 г., стр. 28-35.
- «Предисловие» к Ф. Г. Вайсу, Гегелевской критике философии разума Аристотеля, Гаага : Мартинус Нийхофф, 1969, xi — xxv.
- «Гегель: как и насколько возможна философия?» в FG Weiss, Beyond Epistemology, Гаага : Мартинус Нийхофф, 1974, 1-29.
- «Резоны и причины у Аристотеля», Философия, 50 : 193, июль 1975 г.[8]

Фантастика
- Жозефина: сказочный триллер (1937)
- Сапоги и Жозефина (1939)